# جنبش آزادی و حقوق مردم (ژاپن)
جنبش آزادی و حقوق مردم (به ژاپنی: 自由民権運動 Jiyū Minken Undō) یک جنبش سیاسی اجتماعی ژاپنی برای دموکراسی در دهه ۱۸۸۰ میلادی بود. این جنبش به دنبال تشکیل یک قانونگزار انتخابی (قوه مقننه)، تجدیدنظر در معاهده نابرابر با ایالات متحده و کشورهای اروپایی، حقوق مدنی و سیاسی و کاهش مالیات متمرکز بود. این جنبش موجب شد دولت میجی قانون اساسی میجی را در سال ۱۸۸۹ و یک شورا رادر سال ۱۸۹۰ به وجود آورد؛ از سوی دیگر، این جنبش نتوانست کنترل دولت مرکزی را از بین ببرد و تقاضای آن برای دموکراسی واقعی هنوز ناکام مانده بود و قدرت اصلی همچنان در دست الیگارشی میجی باقی بود و حقوق مدنی به کسانی اعطا می‌شد که مالیات قابل توجهی بر طبق قوانین اصلاح مالیات زمین (ژاپن ۱۸۷۳) پرداخت می‌کردند.

## افراد مرتبط
- چیبا تاکوسابورو
- اتو شیمپی
- فوکودا هیده‌کو
- گوتو شوجیرو
- ایدو ریزن
- اینواوئه کائورو
- ایتاگاکی تایسوکه، بنیان‌گذار حزب سیاسی
- ناکائه چومین
- اوکوما شیگه‌نوبو
- شیمیزو شیکین
- سوئه‌جیما تانه‌اومی
- توکوتومی شوهو
- اوئه‌کی اموری
- آزنبو سوئدا